# مارتن شميت (لاعب كرة يد)
مارتن شميت (بالألمانية: Martin Schmidt)‏ (22 ديسمبر 1969 بآخيم في ألمانيا - ) هو لاعب كرة يد ألماني، شارك في الألعاب الأولمبية الصيفية 1996. ولعب مع نادي كيل لكرة اليد.

## وصلات خارجية
- مارتن شميت على موقع الاتحاد الأوروبي لكرة اليد (الإنجليزية)
- مارتن شميت على موقع نادي كيل لكرة اليد (الألمانية)
- مارتن شميت على موقع أوليمبيديا (الإنجليزية)